# Margaret Ashton
Margaret Ashton (Withington, 19 de enero de 1856-Didsbury, 15 de octubre de 1937) fue una sufragista, política local, pacifista y filántropa británica, y la primera mujer concejala de la ciudad de Mánchester.

## Trayectoria

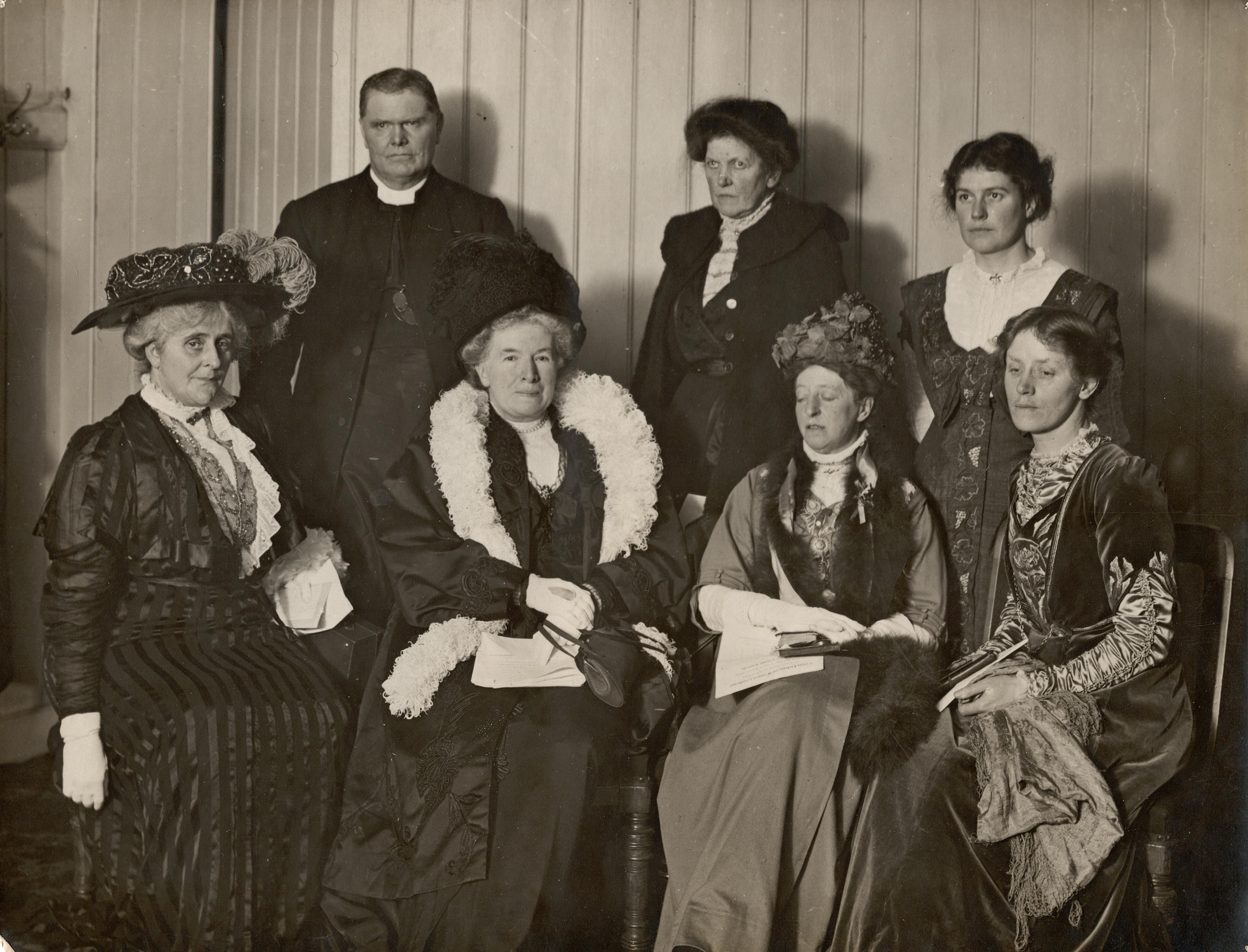
Un debate en el Free Trade Hall con sufragistas contra antisufragistas. Ashton es el tercero desde la izquierda en la primera fila.

Fue la primera mujer en postularse para las elecciones al Concejo Municipal de Mánchester, y en 1908 se convirtió en la primera mujer elegida por Manchester Withington. (circunscripción representada en la Cámara de los Comunes del Parlamento del Reino Unido). 
Como miembro del comité de salud pública de Mánchester y presidenta del subcomité de bienestar infantil y de maternidad, Ashton respaldó las clínicas municipales para madres y bebés y promovió la leche gratuita para bebés y madres primerizas. En 1914 fundó el Manchester Babies Hospital con la Dra. Catherine Chisholm (1878–1952).
Con el estallido de la Primera Guerra Mundial en 1914, Ashton se encontraba entre la minoría internacionalista que se separó de la Unión Nacional de Sociedades de Sufragio Femenino (NUWSS) y el movimiento sufragista. Fue firmante de la Carta Abierta de Navidad, un llamamiento a la paz dirigido en hermandad "A las mujeres de Alemania y Austria", que se publicó en Jus Suffragii en enero de 1915. Fundó una delegación en Mánchester de la Liga Internacional de Mujeres por la Paz y la Libertad.
En 1920, la Women's Farm and Garden Union estableció un conjunto de pequeñas explotaciones para mujeres en Surrey. Las patrocinadoras iniciales fueron Margaret Ashton, que aportó 5.000 libras esterlinas, y Sydney Renée Courtauld, que prestó 4.000 libras esterlinas.

## Legado
En 1938, algunos amigos y admiradores de Ashton formaron un comité conmemorativo que financió dos actividades:
- Un sillón en el Ayuntamiento de Mánchester para uso de la alcaldesa y otros invitados. En el respaldo del asiento había una placa en la que se recogían sus logros.
- Una serie de conferencias conmemorativas bianuales, organizadas por la Universidad Victoria de Mánchester, que se alternaban entre la universidad y la administración de Mánchester. La primera conferencia, sobre los victorianos, fue impartida por Mary Stocks, directora del Westfield College, el 20 de marzo de 1941.[5]

En 1982, el instituto femenino Harpurhey se reabrió con el nombre de Margaret Ashton Sixth Form College.
Su nombre y foto (y los de otras 58 partidarias del sufragio femenino) están en el pedestal de la estatua de Millicent Fawcett en Parliament Square, en Londres; se inauguró en 2018.
Ashton es una de las seis mujeres en una lista de nominaciones para una nueva estatua pública en Mánchester. El ganador, elegido por votación pública, se anunciará en 2019.